# Повольник
Повольник  — в Новгородской республике — вольный, свободный человек, занимавшийся разбоем и торговлей, ушкуйник.
Вольность новгородской жизни, отсутствие сдерживающей власти породили в Новгороде явление, незнакомое в других местах — повольничество. Повольник — вольный, свободный человек, по своей воле занимавшийся разбоем и торговлей.
Шайки новгородских удальцов ходили по рекам на гребных судах — ушкуях. Целью повольников был захват выгодных промысловых мест — пушных, рыбных, соляных, обложение данью окрестных племён и разбойничьи экспедиции на Волге и Каме с целью обогащения.
В самом Новгороде повольников — ушкуйников не воспринимали как разбойников. Весной новгородские бояре собирали ватаги повольников. Набегами руководили опытные новгородские воеводы, молодые люди из богатых и знатных фамилий Новгорода, а иногда люди небогатые, но удачливые и бывалые.
Оружием и деньгами повольников снабжали новгородские купцы, за что получали часть добычи. Вольные новгородские молодцы открыто пускались на грабёж и привозили добычу домой, как товар.
Появились ушкуйники в 20-х годах XIV века. Они грабили московские земли, Кострому, Ярославль, чем наносили большой ущерб русским городам и мешали развитию торговли на Волге и Каме.
В начале XVI века, с усилением Москвы, походы повольников прекратились.
Повольники предвосхитили идею казачьей вольницы на Руси.